# Lamprochernes foxi
Lamprochernes foxi är en spindeldjursart som först beskrevs av Chamberlin 1952.  Lamprochernes foxi ingår i släktet Lamprochernes och familjen blindklokrypare. Inga underarter finns listade i Catalogue of Life.